# Toróni
Toróni (Toroni) är en ort i Grekland.   Den ligger i prefekturen Chalkidike och regionen Mellersta Makedonien, i den nordöstra delen av landet, 220 km norr om huvudstaden Aten. Toróni ligger 36 meter över havet och antalet invånare är 213.
Terrängen runt Toróni är kuperad åt nordost, men åt sydväst är den platt. Havet är nära Toróni åt sydväst.  Närmaste större samhälle är Sykiá, 6,7 km nordost om Toróni. 